# Xisco (Fußballspieler, 1986)
Francisco Jiménez Tejada, Künstlername: Xisco (* 26. Juni 1986 in Palma de Mallorca), ist ein spanischer Fußballspieler.

## Karriere

### Verein
Tejada fing seine Profi-Karriere im Juli 2004 bei Deportivo La Coruña an. Allerdings konnte er sich nicht richtig durchsetzen und bestritt in den folgenden zwei Jahren nur zwölf Spiele in der Primera División. Zu Beginn der Saison 2006/07 wurde er zum Zweitligisten UD Vecindario ausgeliehen, der am Ende der Spielzeit in die drittklassige Segunda División B abstieg. Im Sommer 2007 kehrte Xisco nach La Coruña zurück. Anfang September 2008 wechselte Xisco zum englischen Erstligisten Newcastle United, er unterschrieb einen Vertrag bis zum 30. Juni 2013. Dort konnte er sich, wie zu Anfängen in La Coruña, nie als Stammspieler durchsetzen. In seiner Zeit in England erzielte der Stürmer lediglich ein Ligator.

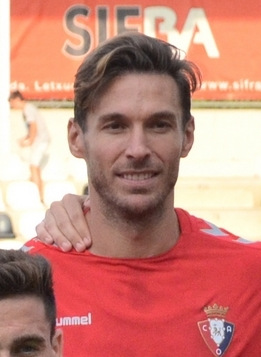
Xisco im Trikot von CA Osasuna (2018)

Zur Saison 2009/10 wurde er für die gesamte Spielzeit an Racing Santander ausgeliehen. Nach seiner Rückkehr im Sommer 2010 spielte er ein halbes Jahr in Newcastle. Im Januar 2011 kehrte er auf Leihbasis zu Deportivo La Coruña zurück. Nach dem Abstieg des Teams im Sommer 2011 kehrte er zunächst nach England zurück, wurde aber im August 2011 für die gesamte Spielzeit an Deportivo La Coruña verliehen. Am Ende der Saison stieg Deportivo wieder in die Primera División auf. Xisco selbst blieb aber in der Segunda División, da er 2012 zum FC Córdoba wechselte. Mit diesem Verein stieg er 2014 in die Primera División auf. Nach nur einer Saison, in der Córdoba fast durchgehend die Abstiegsplätze belegte, stieg man wieder in die Zweitklassigkeit ab. Xisco selbst wurde 2015 an RCD Mallorca verliehen und wechselte im Folgejahr zum thailändischen Erstligisten Muangthong United. Dort gelang ihm in der Gruppenphase der AFC Champions League ein wichtiges Siegtor gegen den japanischen Verein Kashima Antlers.
Nach zwei weiteren Jahren beim spanischen Erstligisten CA Osasuna wechselte Xisco 2019 schließlich zu Peñarol Montevideo nach Uruguay. Mit dem Verein aus Montevideo spielte er 23-mal in der ersten Liga, der Primera División.
Im Februar 2021 kehrte er in seine Heimat zurück. Hier schloss er sich dem Zweitligisten AD Alcorcón an.

### Nationalmannschaft
Xisco spielte elfmal in der spanischen spanischen U21-Nationalmannschaft.

## Erfolge
Muangthong United
- Thai Premier League: 2016
- Thai League Cup: 2016, 2017
- Thailand Champions Cup: 2017

Deportivo La Coruña
- Segunda División: 2011/12

CA Osasuna
- Segunda División: 2018/19

Peñarol Montevideo
- Primera División (Uruguay): 2019 (2. Platz)